# Primera dama dels Estats Units
La primera dama dels Estats Units és un títol no oficial de l'amfitriona de la Casa Blanca. Com aquest rol és tradicionalment exercit per l'esposa del President dels Estats Units, el títol de vegades s'utilitza per referir-se únicament a l'esposa del President en exercici. Tanmateix, diverses dones que no eren esposa del President van exercir el rol de Primera Dama, com quan el President era vidu o solter, o quan l'esposa del President no podia complir amb els deures de Primera Dama. En aquestes ocasions, la posició va ser ocupada per una familiar femenina o una amiga del President.
Al dia d'avui, cap dona no ha ocupat el lloc de President. Si bé una dona President podria ser en teoria la seva pròpia amfitriona oficial, no és clar quin seria el títol que se li donaria a l'espòs de la Presidenta, que també podria exercir el rol d'amfitrió de la Casa Blanca. En canvi si hi ha hagut nombroses dones governadores d'estats de la Unió; en aquests casos els seus esposos han estat anomenats "primer cavaller". (First Gentleman)
La primera dama actual és Jill Biden. Actualment viuen sis exprimeres dames: Rosalynn Carter, Hillary Rodham Clinton, Laura Bush, Michelle Obama i Melania Trump.